# 大天
摩诃提婆（Mahadeva），意譯為大天，他是印度佛教比丘，約生活在阿育王時代，將佛教傳播到南印度。他是大眾部早期領導者之一，《異部宗輪論》稱制多部以他為始祖。
在說一切有部《大毘婆沙論》記載中，大天提出五項新學說（大天五事），因而引起上座部與大眾部分裂。對大天採取極負面態度。

## 傳說

### 大天比丘
唐朝玄奘譯《異部宗輪論》記載有兩位大天，第一位出于佛滅一百餘年後，生活在阿育王時代。《大毘婆沙論》和唐朝玄奘譯《異部宗輪論》記載他在早期佛教中初创异见，提出大天五事的學說，引起上座部僧團的不滿，擁戴者更称为大众部。真諦《部執異論疏》中，認可五事符合佛法，大天宣說五事來掩飾自己出家後的五項劣跡。窺基《瑜伽師地論略纂》中，認可五事符合佛法，認同大天為受到誹謗的佛教大宗師。
《大毘婆沙論》記載他是商人的兒子，曾與其母通姦，殺父殺阿羅漢殺母，犯三逆罪，之後為求滅罪而出家。《阿育王傳》中提到，在優波鞠多時，一位南天竺比丘，其事蹟與《大毘婆沙論》所說的大天近似，可能是其原型。
真諦《部執異論疏》和玄奘《大唐西域記》還有傳說當时阿育王党于大天，欲悉杀上座部之圣僧，故彼等去而往迦湿弥罗国。《大毘婆沙論》記載因大天提出五事導致鬪諍，僧團分裂為上座部和大眾部，上座部僧因國王贊同大天又破船害僧，於是施展神通，乘空西北而去，至迦濕彌羅國。又載因其惡見，大天死後，無法用火焚葬，用穢物灑之，方將屍體燒為灰燼。
唐朝玄奘譯《異部宗輪論》記載，第二位大天在佛滅後二百年，曾是外道于大眾部中出家，重新宣揚大天五事，建立制多山部。上座部稱他為「賊住大天」。此前姚秦失譯的《十八部論》和陳朝真諦譯《部執異論》中，只有這一位外道大天，佛滅一百餘年後提出五事導致根本分裂的是三比丘或外道。
南傳《善見律毘婆沙》記載在佛滅二百餘年後，阿育王時代，在僧團中有一位名望極高的大天比丘，曾為阿育王長子摩哂陀授十戒，擔任阿闍黎；在第三次結集後僧團派他至摩醯娑慢陀羅國傳教，一般認為是現在南印度的迈索尔，也有說是讷尔默达河中游的 。

### 大天聖王
《分別功德論》提及了一位大天聖王，此本生故事的記載見於《根本說一切有部毘奈耶破僧事》：「復次諸仁，其大天王，復於彌恥羅城中，子孫相承，八萬四千代，皆名大天，並得仙通，及修戒行，正法化人。」

## 現代考證
《大毘婆沙論》記載大天提出五事導致根本分裂，未提及朋黨於大天的摩揭陀國華氏城王的名字；《十八部論》和《部執異論》記載阿育王時因五事而發生根本分裂，而未提及是大天在此時提出了這五事。玄奘所譯的《異部宗輪論》以及《大唐西域記》中的阿育王朋黨提出五事的大天的說法可能是綜合各家記載而成。呂澂認為賊住大天是真的歷史人物，商主之子大天是他的影寫者，進而南傳的大天和北傳的賊住大天可能是同一人。